# ألبرت غونزاليس
ألبرت غونزاليس (بالإنجليزية: Albert Gonzalez)‏ هوَ مُخترق حاسوب وَمُجرم إلكتروني أمريكي شَهير مُتهم بقيامه بتدبير سرقة بطاقات ائتمان مُشتركة وَإعادة بيع أكثر مِن 170 مليون بِطاقة صراف آلي مَع أرَقامها بين عامي 2005-2007، وُيُعتبر ما قامَ بِه أكبر عملية احتيال في التاريخ، وقد استخدم ألبرت وشركاؤه حقن إس كيو إل لِنشر الأبواب الخلفية على العديد من أنظمة الشَركات، وذلك بِهدف إطلاق هجمات مُحلل الحُزم (خصوصاً أسلوب خداع بروتوكول تحليل العنوان) والتي تَسمح له بسرقة بيانات الحواسيب من شبكات الأنظمة الداخلية.
مما أثار الشك حول ألبرت قيامه بعمل حِفلة يَوم ميلاد كَلفتهُ حوالي 75,000 دولار، كما أنهُ اشتكى في إحدى المرات من اضطراره لِعدّ 340,000 دولار يدوياً بعد حدوث خلل في آلة عد العُملات لَديه، كما كان أيضاً يَمكُث في عدد من الفنادق الفخمة، ولكن منازله كانت مُتواضعة بعض الشيء.
قُدم ضد ألبرت 3 لوائح اتهام فيدرالية، كالتالي:
- مايو 2008 في نيويورك فيما يخص قضية شركة ديف وباستر (جدول المحاكمة المُقرر في سبتمبر 2009).
- مايو 2008 في ماساتشوستس فيما يخص قضية متجر تي ماكس (جدول المحاكمة المقرر في الأول من 2010).
- أغسطس 2009 في نيو جيرسي فيما يخص قضية دفع هيرتلاند.

وفي 25 مارس 2010 حُكم على ألبرت بالسجن الفدرالي لِمدة 20 عامًا.

## بداية حياته
وُلد ألبرت غونزاليس في عام 1981، حيثُ هاجر والديه من كوبا إلى الولايات المتحدة الأمريكية في عقد 1970، وقد اشترى له والديه أول حاسوب وهو في عُمر 8 سنوات.
التحق ألبرت في مدرسة جنوب ميامي الثانوية في ميامي، وقد وُصف في المدرسة «بالمُزعج» رئيس مجموعة مهوسيي الحاسوب، وفي عام 2000 انتقلَ إلى نيويورك حيثُ عاش فيها لمدة 3 أشهر قبل أن ينتقل إلى كيرني في نيو جيرسي.

## الاعتقال
في شهر سبتمبر 2007 قام ألبرت باختراق شَبكة شَركة ديف وباستر من خلال نقطة بيع موجودة في مَطعم في أيلانديا في نيويورك، حيثُ تمت سرقة أكثر من 5000 رَقم بطاقة، حيثُ تم الإبلاغ عن إجراء عمليات احتيالية بواسطة 675 بطاقة، وبلغت قيمة المعاملات حوالي 600 ألف دولار.
تم اعتقال ألبرت في 7 مايو 2008، أثناء تواجده في الغرفة 1508 في الفندق الوَطني في ميامي بيتش في فلوريدا، وأثناء قيام السُلطات بالتفتيش في أماكن مُتعددة تخصه تم العثور على 1.6 مليون دولار نقداً (تتضمن 1.1 مليون دولار في أكياس بلاستيكية موجودة في برميل مدفون تحت مسافة 3 أقدام في الفناء الخَلفي لمنزل والديه)، بالإضافة مصادرة جميع أجهزة الحاسوب الخاصة بِه وَمُسدس جولك مُدمج.
صُرحَ رسمياً أنَّ ألبرت كان يَقطن في منزل غير معروف في ميامي، وعند اتهامه بالقيام بهجمات هارتلاند كانَ في ذلك الوَقت متواجد في مركز الاعتقال في بروكلين.